# ثنائي هيدرو ثيميدين
ثنائي هيدرو ثيميدين (بالإنجليزية: Dihydrothymidine)‏ أو أكثر دقة ثنائي هيدرو ثيميدين منقوص الأكسجين، هو نوكليوسيد نادر يتكون من الريبوز منقوص الأكسجين مرتبط بقاعدة ثنائي هيدرو ثايمين، وهو مشتق من الثيميدين.

## طالع
```
*
(بالإنجليزية)
 H. Ide, S. S. Wallace: 
Dihydrothymidine and thymidine glycol triphosphates as substrates for DNA polymerases: differential recognition of thymine C5-C6 bond saturation and sequence specificity of incorporation.
 In: 
Nucleic acids research.
 Band 16, Nummer 23, Dezember 1988, S.
 
11339–11354, 
PMID 3060857
, 
ببمد سنترال
 
339014
.
```